# Свети кръст (Бургас)
„Свети кръст“ (на арменски: Սուրբ Խաչ, Сурп Хач) е арменска църква в Бургас.

## История
Църквата е построена през 1853 г. на мястото на дървената постройка на църквата „Свети Стефан“ (Сурп Степанос) от 1673 г. Сградата на църквата е най-старата датирана в Бургас. Освещаването на храма се извършва през 1896 година от архимандрит Вахинаг Сисагян.
През февруари 1878 г., след освобождаването на Бургас от руски отряд под командването на генерал–майор Александър Лермонтов, арменският свещеник и настоятелството на храма канят генерала и щаба му на благодарствен молебен. През 1958 г. по проект на инженер Хрант Баклаян е построена каменна камбанария. През 1970 г. църквата е обявена за паметник на културата. През април 1991 г. в градинката северно от храма е открит паметник в памет на жертвите от Арменския геноцид. Автор е скулпторът Хари Арабян.
През 1990 г. в двора на църквата е издигнат паметник в памет на жертвите от геноцида над арменския народ от скулптора Хари Арабян.
Поставени са паметни плочи за посещението през 1673 г., на път към Йерусалим, поета и водач на Кримската арменска епархия Мардирос Крименци, както и за участието на ген. Лермонтов в благодарствен молебен по случай Освобождението на България през 1878 г.
- Паметна плоча
- Паметна плоча
- Паметникът на жертвите от геноцида над арменския народ